# Anton Niedermaier

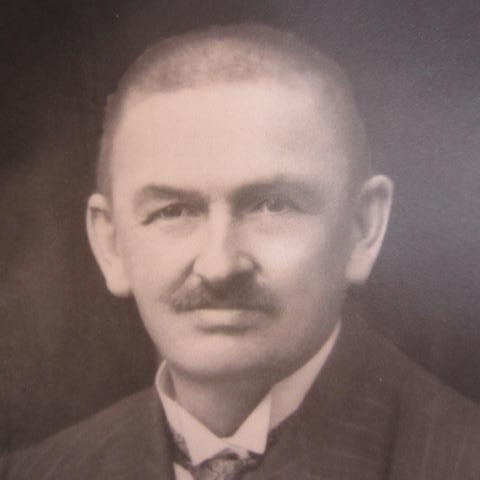
Anton Niedermaier

Anton Niedermaier (* 1868 in Kemoding bei Erding; † 23. Januar 1932) war ein deutscher Restaurator und Kirchenmaler, der überwiegend Deckengemälde und einige Ölgemälde mit christlichen Inhalten gestaltete.

## Leben
Anton Niedermaier wurde als 4. Kind der Landwirtseheleute Anton und Theresia Niedermaier in Kemoding bei Erding am 31. Oktober 1867 geboren. Er verbrachte seine Jugendzeit nicht in Kemoding, da der elterliche Bauernhof abbrannte und der Vater sehr früh an Blinddarmentzündung gestorben war. Die Mutter zog mit ihren Kindern nach München in die Erzgießereistraße. Der Junge fiel in der Schule durch seine zeichnerische Begabung auf und erhielt eine Lehrstelle in einer lithographischen Anstalt.
Am 18. Oktober 1887 wurde er Schüler an der Akademie der Bildenden Künste in München. Dort war er Schüler von Franz von Defregger und Franz von Stuck.
Nachdem Michael Zeno Diemer 1896 den Auftrag zur Anfertigung des Innsbrucker Riesenrundgemäldes erhalten hatte, war Niedermaier neben seinem Lehrer Franz von Defregger, Franz Burger, W. Flaucher und Arthur Pätzold (auch Arthur Paetzold) an der Ausführung der Arbeiten an dem Werk beteiligt.
Niedermaier heiratete 1910 Maria Eger. 1911 kam die Tochter Antonie (1911–1988), 1913 der Sohn Hans (1913–2003) zur Welt. Die Familie lebte seit 1912 in Hohenbrunn bei München. Niedermaier war u. a. mit dem Komponisten Ermanno Wolf-Ferrari befreundet.
Nach der Ausbildung arbeitete er zunächst an Restaurierungen in verschiedenen Kirchen, unter anderem in Nürnberg. Durch seine Bekanntschaft mit einem Dekorationsmaler ergab sich für ihn die Gelegenheit, sich als freier Kunstmaler zu betätigen. Er wandte sich in erster Linie zur Freskenmalerei in bayerischen Kirchen, zunächst in der Oberpfalz, anschließend auch in Niederbayern und Oberbayern. Hervorzuheben sind seine Deckenfresken in den Kirchen von Buchdorf, Kirchham, Unterroth, Rohrdorf, Brannenburg, Schöffau und Kottern bei Kempten. Am Ende waren es 55 kleinere und größere Kirchen, die er mit Fresken meist nach eigenen Entwürfen geschmückt hatte. In den Wintermonaten entstanden die Staffeleibilder, insbesondere Kreuzwegstationen und Altarbilder.
Er starb mit 65 Jahren an einem Herzinfarkt. Danach vollendeten seine Mitarbeiter die Deckengemälde der Pfarrkirche in Holzkirchen allein.
Seine Werke besitzen ihre Eigenart durch recht dunkel erdiges Kolorit, was die Schulung bei Defregger verrät. Niedermaier gehört zu den produktivsten und bedeutendsten kirchlichen Malern des Neubarock in Bayern, die nicht kopierend, sondern durchweg kreativ tätig waren. Obwohl im Neubarock des 20. Jahrhunderts überwiegend in Secco-Technik mit Kaseinfarben gearbeitet wurde, zählt Niedermaier zu den Künstlern, die meist in Freskotechnik malten, doch sind seine Werke aufgrund seiner Vorliebe für dunklere Pigmente weniger beständig als hellfarbige Fresken.

## Decken- und Wandbilder
| Jahr      | Ort                             | Kirche                    | Fresken (teils auch in Secco-Technik) |
| --------- | ------------------------------- | ------------------------- | --- |
| 1907 ca.  | Ebnath                          | St. Ägidius               | Langhaus: Ägidius mit Trinität und Ortsansicht (erneuert) / Katharina, Sebastian, Notburga, Wendelin. |
| 1909/10   | Fichtelberg                     | Mariä Verkündigung        | Chor: Christus und Evangelisten. Langhaus: Verkündigung, Geburt Christi, Kreuzigung / Apostel. |
| 1911      | Grafenwöhr                      | Mariä Himmelfahrt         | Fresken im Langhaus: Geburt Christi / Evangelisten. |
| 1911      | Schambach (Riedenburg)          | St. Maria                 | Chor: Mariä Verkündigung. Langhaus: Heimsuchung, Geburt Christi (signiert und datiert 1911), Apostelmedaillons. |
| 1912      | Geilertshausen                  | St. Andreas               | Langhaus: Andreas und Trinität / Elisabeth, Josef. |
| 1912      | Mendorf                         | St. Leodegar              | Zwei Fresken im Langhaus: Geburt Christi, Flucht nach Ägypten. |
| 1912      | Mödingen                        | St. Othmar                | Fresken im Chor: Speisung des Elias in der Wüste. |
| 1913      | Endlhausen                      | St. Valentin              | Chor: Valentin als Helfer der Kranken und Notleidenden. Langhaus: Geburt und Auferstehung Christi, Pfingstwunder (sowie Nebenfresken). |
| 1914      | Fischen im Allgäu               | St. Verena                | Fresko im Langhaus: Himmelfahrt Mariä. |
| 1914      | Prutting                        | Mariä Opferung            | Chor: Gottvater, Hl. Geist, Maria mit Kind, Heilige und Engel. Langhaus: Muttergottes über einer Prozession. |
| 1915      | Kirchdorf                       | St. Ursula                | Ehemalige Fresken im Chor (zerstört). |
| 1916      | Kirchham                        | St. Martin                | Chor: Tod und Glorie Martins. Langhaus: Geburt Christi, Verkündigung an die Hirten (mit Soldaten: Erster Weltkrieg) / Evangelisten. Sowie an der Emporenbrüstung. |
| 1917      | Schloss Mainberg                |                           | Ehemalige Decken- und Wandfresken in der Residenz der Industriellenfamilie Sachs: Damenzimmer (Medaillons mit Putten), Schlafzimmer von Willy Sachs (Der weiße Hirsch erscheint dem hl. Hubertus).                                                                                       |
| 1917      | Höhenkirchen                    | Mariä Geburt              | Ehemalige Fresken im Chor: Geburt Christi, Marienkrönung (1963 wurden barocke Fresken freigelegt). |
| 1918      | Großholzhausen                  | St. Georg                 | Ehemalige Fresken (1954 wurden barocke Fresken freigelegt). |
| 1919      | Schlammersdorf                  | St. Lucia                 | Fresken im Langhaus: Himmelfahrt Mariä / Engel mit Symbolen der Lauretanischen Litanei. |
| 1920      | Brannenburg                     | Mariä Himmelfahrt         | Chor: Tempelgang Mariä. Langhaus: Himmelfahrt Mariä. |
| 1920      | Buchdorf                        | St. Ulrich                | Fresken im Chor: Geburt Christi / Verkündigung, Heimsuchung, Darstellung im Tempel, 12-jähriger Jesus im Tempel, Putti tragen Casa Santa. Die Deckenfresken wurden größtenteils von N. neu entworfen, da die Originale durch vorhergehende Instandsetzungen erheblich beschädigt wurden. |
| 1920      | Niklasreuth                     | St. Nikolaus              | Chor: Christus als Auferstandener. Langhaus: Himmelfahrt Mariä, Putten mit Arma Christi, hl. Cäcilia. (Rankendekor 1957 entfernt.) |
| 1920      | Sonderheim                      | St. Peter und Paul        | Fresken an Emporenbrüstung: David mit Bundeslade, Verehrung des Lammes, Fronleichnamsprozession. Sowie Restaurierung der Fresken von 1756. |
| 1920/23   | Rotthalmünster                  | Wieskapelle               | Fresko: Hilfesuchende. |
| 1921      | Berg bei Donauwörth             | St. Laurentius            | Fresken im Langhaus: Himmelfahrt Mariä / Verkündigung, Vermählung Mariä, Pieta, Tod Josefs. Sowie an der Empore. |
| 1921      | Oberhaindlfing                  | St. Jakob                 | Fresken im Langhaus: Glorie des Jakobus major, Tod Josefs, Beweinung Christi / Heilige, Anbetung des Lammes. |
| 1921/22   | Wolfersdorf                     | St. Peter                 | Fresko am Chorbogen: Engel und Heilige in Verehrung des Lammes. |
| 1922      | Mittergars                      | St. Michael               | Engelsturz, Auferstehung, weitere Engelsszenen an Emporenbrüstung. |
| 1922      | Neuburg an der Donau            | St. Wolfgang              | Chorfresken: Szene aus der Wolfgangslegende / Werke der Barmherzigkeit. |
| 1922      | Unterroth                       | St. Gordian und Epimachus | Chor: Ecclesia in allegorischer Szene. Langhaus: Altarsakrament (Hauptszene mit Porträts) und weitere Sakramente (auch an Emporenunterseite). |
| 1923      | Hartkirchen (Dingolfing)        | Maria Himmelfahrt         | Chor: Maria mit Putten und Lauretan. Symbolen. |
| 1923      | Schöffau (Uffing am Staffelsee) | St. Anna                  | Chor: Anbetung der Hirten. Langhaus: Himmelfahrt Mariä / Verkündigung, Heimsuchung, Darstellung im Tempel, 12-jähriger Jesus im Tempel. |
| 1923      | Zorneding                       | St. Martin                | Himmelfahrt Mariä, Putten, Maria über Nothelfern, Cäcilia. |
| 1923/24   | Neubeuern                       | Maria Immaculata          | Fresken im Langhaus: Madonna, Nikolaus und Johannes Bapt. als Beschützer der Flößer / Kirchenväter. |
| 1924      | Oberaudorf                      | Mariä Himmelfahrt         | Restaurierung der Fresken Hans Kögls. Chor: Maria vor Trinität, Heilige und Ortsansicht. Langhaus: Himmelfahrt Mariä / Marienleben. |
| 1924      | Rappoltskirchen                 | St. Stefan                | Chorfresko: Steinigung Stefans. |
| 1924–1928 | Waldershof                      | St. Sebastian             | Chor: Opfer des Melchisedech, Engel erscheint Hiob (?). Langhaus: drei Szenen Sebastians. Nebenfresken in Chor und Lhs.: 14 Nothelfer. |
| 1925      | Oberwarmensteinach              | St. Laurentius            | Fresken in Langhaus und Chor: Szenen der hll. Stefan und Laurentius, Christus sät und erntet; Verkündigung; 6 Heilige. |
| 1926      | Antholing                       | St. Jakob                 | Kuppelfresko Verklärung Christi und Nebenszenen. |
| 1927      | Pobenhausen                     | St. Quirin                | Chor: Quirin von Neuss heilt Balbina. Langhaus: Himmelfahrt Mariä, Cäcilia (die vordem schlecht erhaltenen Bilder wurden 2011 restauriert). |
| 1927      | Rohrdorf am Inn                 | St. Jakob                 | Fresken mit Szenen des Jakobus major: im Chor die Söhne Zebedäi mit ihrer Mutter vor Christus; am Chorbogen Schlacht gegen Sarazenen mit Anspielung auf den Ersten Weltkrieg, im Langhaus Überführung des Leichnams nach Santiago.                                                       |
| 1928      | Oberornau                       | St. Andreas               | Großes Wandfresko im Anbau vor dem alten Langhaus: Verehrung des Kreuzes. |
| 1929      | Haidlfing                       | St. Laurentius            | Drei Szenen des Laurentius. |
| 1929      | St. Mang-Kottern                | Mariä Himmelfahrt         | Chor: heilige Familie. Langhaus: Himmelfahrt Mariä, Bibelstellen zu den zehn Geboten und Prozession (23 m langes Bild). |
| 1930      | Hausham                         | St. Antonius              | Großes Fresko im Langhaus: Barbara als Patronin der Bergleute über Ortsansicht. |
| 1930      | Weinried                        | St. Laurentius            | Nebenfresken (über, an und unter der Empore): Szenen des Clemens Maria Hofbauer u. a. |

## Ölbilder
| Jahr    | Ort                             | Kirche                         | Gemälde |
| ------- | ------------------------------- | ------------------------------ | --- |
| 1908    | Kirch-Siebnach                  | St. Georg                      | Kreuzwegbilder. |
| 1911    | Sulzemoos                       | St. Johannes Baptist           | Kreuzwegbilder. |
| 1911/12 | Schambach (Riedenburg)          | St. Maria                      | Seitenaltarbilder 1911: Sebastian, Herz Jesu. Kreuzweg (14. Station signiert und datiert 1912).                                                                           |
| 1914    | Neunkirchen bei Weiden          | St. Dionysius                  | Kreuzwegbilder. |
| 1914    | Oberwinkling                    | St. Wolfgang                   | Hochaltarbild: Geburt Christi (halbjährig im Wechsel zu sehen). |
| 1915    | Kirchham (Landkreis Passau)     | St. Martin                     | Seitenaltarbilder: Maria mit Kind über Ortsansicht, hl. Isidor im Gebet. Sowie Gemälde, Anna mit Maria, 1916. Kreuzwegbilder 1926.                                        |
| 1916    | Bad Griesbach im Rottal         | Heilige Familie                | Kreuzwegbilder. Weitere Kreuzwege für Schäfstall bei Donauwörth 1917 und Waldershof / Fichtelgebirge.                                                                     |
| 1917    | Gundelsdorf                     | Hl. Kreuz                      | Seitenaltarbilder: Maria mit Kind und Engeln, Josef mit Jesus in der Werkstatt.                                                                                           |
| 1919    | Hofstetten                      | St. Michael                    | Kriegergedächtnisbild. Weitere derartige Gemälde für die Kirchen in N.s Wohnort Hohenbrunn, Brannenburg, Rohrdorf am Inn 1920, Tuntenhausen 1921, Flintsbach am Inn 1922. |
| 1920/23 | Rotthalmünster                  | Wieskapelle                    | Altarbild: Christus tröstet Soldaten. |
| 1924    | Loppenhausen                    | St. Blasius und Johannes Bapt. | Hochaltarbilder: Predigt Johannes des Täufers / Gottvater. Seitenaltarbilder: Rosenkranzspende / Immaculata; Tod Josefs / Josef mit Jesuskind.                            |
| 1925    | Fichtelberg                     | Mariä Verkündigung             | Hochaltarbild: Maria von Engeln erhoben. |
| 1925    | Unterroth                       | St. Gordian und Epimachus      | Gemälde im Chor: Schutzengel und vier Heilige. |
| 1926    | Bad Griesbach im Rottal         | Heilige Familie                | Kanzelbilder: Christus und die Evangelisten. |
| 1926    | Buttenwiesen                    | Hl. Dreifaltigkeit             | Seitenaltar-Auszüge: Eustachius, Michael. |
| 1931    | Nagel (Fichtelgebirge)          |                                | Gemälde: Arme Seelen. |
| 1931    | Schöffau (Uffing am Staffelsee) | St. Anna                       | Kreuzwegbilder. Sowie Seitenaltar-Auszüge (wohl früher): Josef, Anna. |